# Ohmdenosaurus liasicus
L'omdenosauro (Ohmdenosaurus liasicus) è un dinosauro conosciuto principalmente per un osso della zampa, che sembrerebbe essere stato uno dei rappresentanti più primitivi del gruppo dei sauropodi, i giganteschi erbivori dotati di collo e coda lunghi. Gli scarsi resti fossili dell'omdenosauro sono stati rinvenuti in strati del Giurassico inferiore (il Lias, appunto) in Germania.

## Un antico sauropode nano
Questo erbivoro è stato classificato come appartenente alla più antica e primitiva famiglia di sauropodi, i vulcanodontidi, caratteristici dei primi tempi del Giurassico. Ohmdenosaurus, però, non era solo uno dei sauropodi più primitivi, era anche uno dei più piccoli: si stima che raggiungesse la lunghezza di “appena” 4 metri.